# Александровское (исторический район)
Село Алекса́ндровское, Алекса́ндровское — исторический топоним, относящийся к населённому пункту в юго-восточной части Санкт-Петербурга, на левом берегу Невы, к северо-западу от Рыбацкого и Троицкого поля, вдоль проспекта Обуховской Обороны.

## История

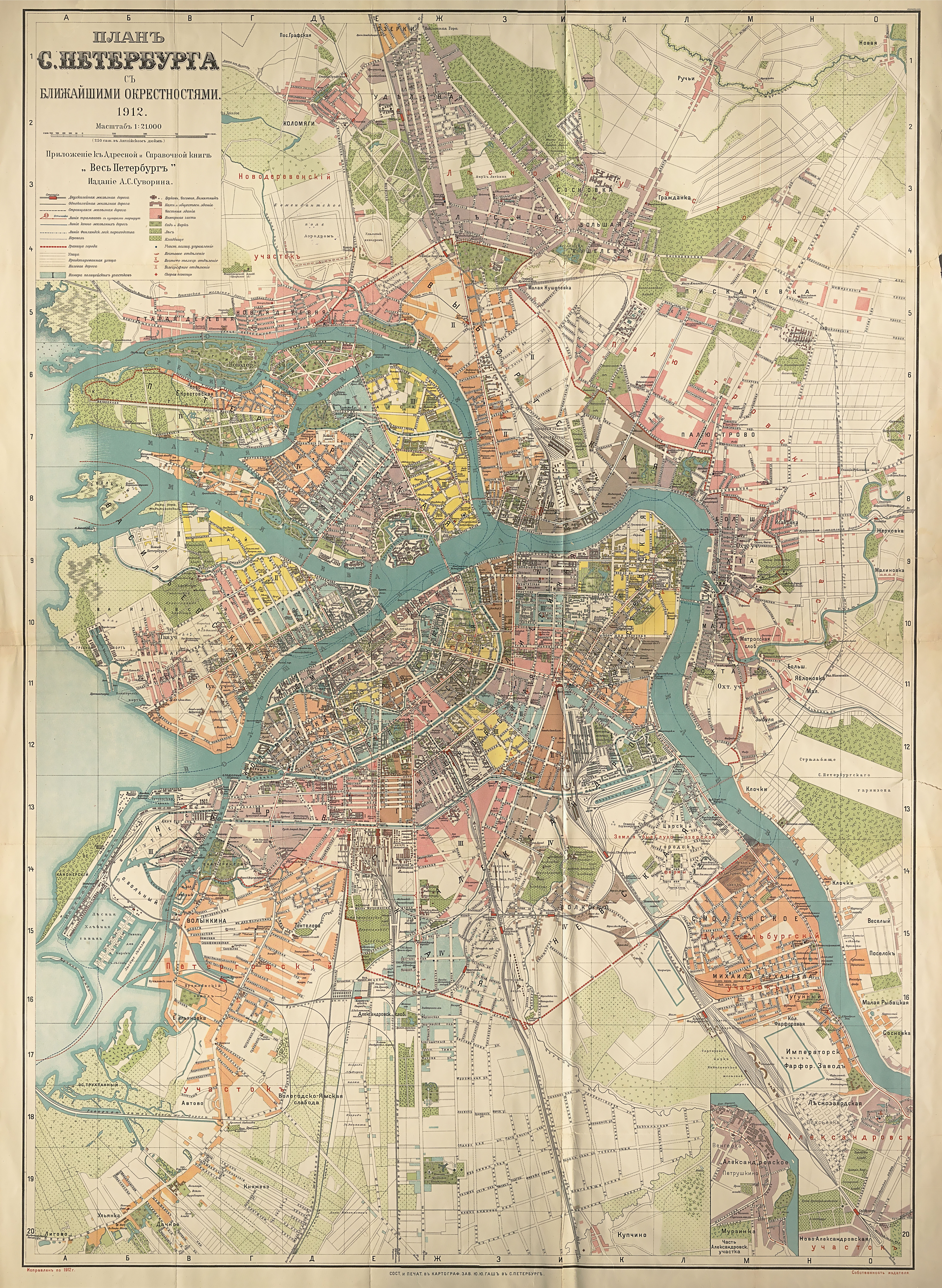
Александровское на карте из справочника А.С. Суворина, 1912 год. (снизу справа)

В XVIII веке село Александровское принадлежало генерал-прокурору Александру Алексеевичу Вяземскому. По одной из версий, получило своё название по его личному имени.
В начале XX века вместе с рядом соседних сёл, расположившихся вдоль берега Невы за Невской заставой и слившихся в единую промышленную зону, село Александровское и его земли были изъяты из ведения соответствующих уездов Петербургской губернии и переданы в ведение Александровского участка — одного из нескольких особых («пригородных») участков (районов) в структуре административно-территориального деления Петербурга.
В ходе реформы административно-территориального деления С-Петербурга, начатой Временным правительством в марте-июле 1917 года, Александровский участок был передан в ведение вновь созданного Невского района, и таким образом село Александровское вошло в черту города. В настоящее время этот топоним входит в число исторических районов Петербурга.
Название исторического района Санкт-Петербурга произошло от бывшего села Александровское (возникло в XVIII веке) возле Шлиссельбургского тракта.
На месте нынешнего проспекта Обуховской обороны в XVIII веке проходила почтовая дорога на Шлиссельбург и Архангельск. С 1733 до 1830-х она именовалась Шлиссельбургской дорогой  (с 1799 также Архангелогородской дорогой), с 1830-х — Шлиссельбургский тракт (название Архангелогородский тракт перестало употребляться в 1880-е), а потом — Шлиссельбургским проспектом. Часть этого тракта стала именоваться проспектом Села Александровского — от Куракиной дороги до Церковного переулка (ныне — часть улицы Грибакиных).
19 мая 1931 года проспект Села Александровского переименован вместе с другими частями бывшего Шлиссельбургского тракта в проспект Памяти Обуховской Обороны, а в 1940-е годы он получил современное название — проспект Обуховской Обороны.
С конца XVIII века по Шлиссельбургскому тракту, начиная с прилегающих к Петербургу его участков, начинает формироваться рабочая окраина — промышленная зона, ориентирующаяся не только на тракт, но и на причалы, строительству которых на Неве способствует относительная прямизна берега в этих местах. Село Александровское становится одним из локальных индустриальных центров в этой зоне, часто давая своё имя возникающим здесь производствам:
- В конце XVIII века — Александровская казённая мануфактура.
- С 1817 года — карточная фабрика Воспитательного дома. В советское время — Ленинградский комбинат цветной печати (ЛКЦП; проспект Обуховской Обороны, дом 110), до 1970-х годов называвшийся 3-й Ленинградской фабрикой офсетной печати Главполиграфпрома.
- Во второй половине XIX века в селе Александровском, на землях бывшей Александровской мануфактуры, учреждаются Обуховский завод и Александровский сталелитейный и сталерельсовый завод Джоржа Францовича Берда, внука известного промышленника Чарлза Берда [1].
- В 1868 году основывается ж/д станция «Александровская».

С середины XIX века в Александровском существовала земледельческая ферма (отсюда название проспекта Александровской фермы и Ново-Александровской улицы).
Со второй половины XIX века Александровское — рабочий район, один из центров революционного движения в Петербурге.
В Александровском произошли основные события «Обуховской обороны» 1901 года.

### В Советское время
С 1917 года — Александровское в черте Петрограда. Началась реконструкция Александровского, построены ДК им. В. И. Ленина, многочисленные жилые дома, благоустроен берег Невы
В советскую эпоху расположенный в Александровском Ленинградский комбинат цветной печати был самым массовым, а в послевоенное время единственным производителем игральных карт в СССР. В колоды игральных карт ЛКЦП (по 52 штуки), кроме джокеров, с 1970-х до 2000-х годов вкладывались карманные календари на год или два вперёд с рисунками и гравюрами Ленинграда различных художников, обычно однотонные. Так, в колоде 1980 года вложены 2 календаря на 1982 год с силуэтами Ленинграда в зелёных тонах работы А. Иванова, в колоде 1993 года — календарь с синей гравюрой Петропавловской крепости на 1995 год, в колоде 1998 года — изображение скульптурной группы коней Клодта на Аничковом мосту оранжевого цвета на 1999 год и т. д.
В 1981 году на территории исторического района Александровское открываются две станции метро — Пролетарская и Обухово.

## Достопримечательности
В Александровском находится памятник архитектуры XVIII века, Троицкая церковь «Кулич и Пасха», построенная в 1785 году архитектором Н. А. Львовым. Идея церкви в форме кулича и пасхи принадлежит не архитектору, а заказчику — генерал-прокурору А. А. Вяземскому, владельцу села Александровское.
В Троицкой церкви был крещён А. В. Колчак.

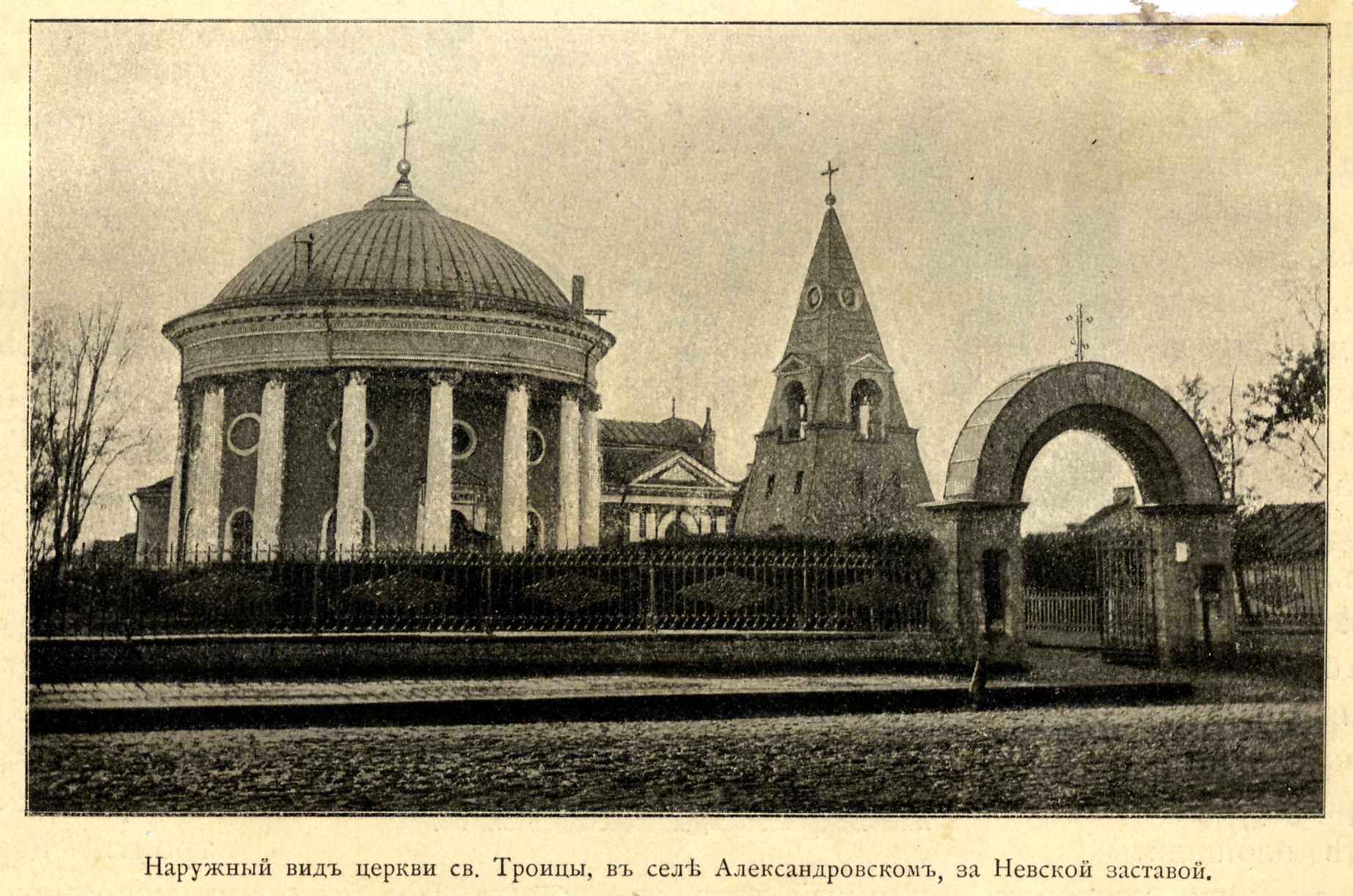
Церковь в селе Александровском. Фото 1900-х годов
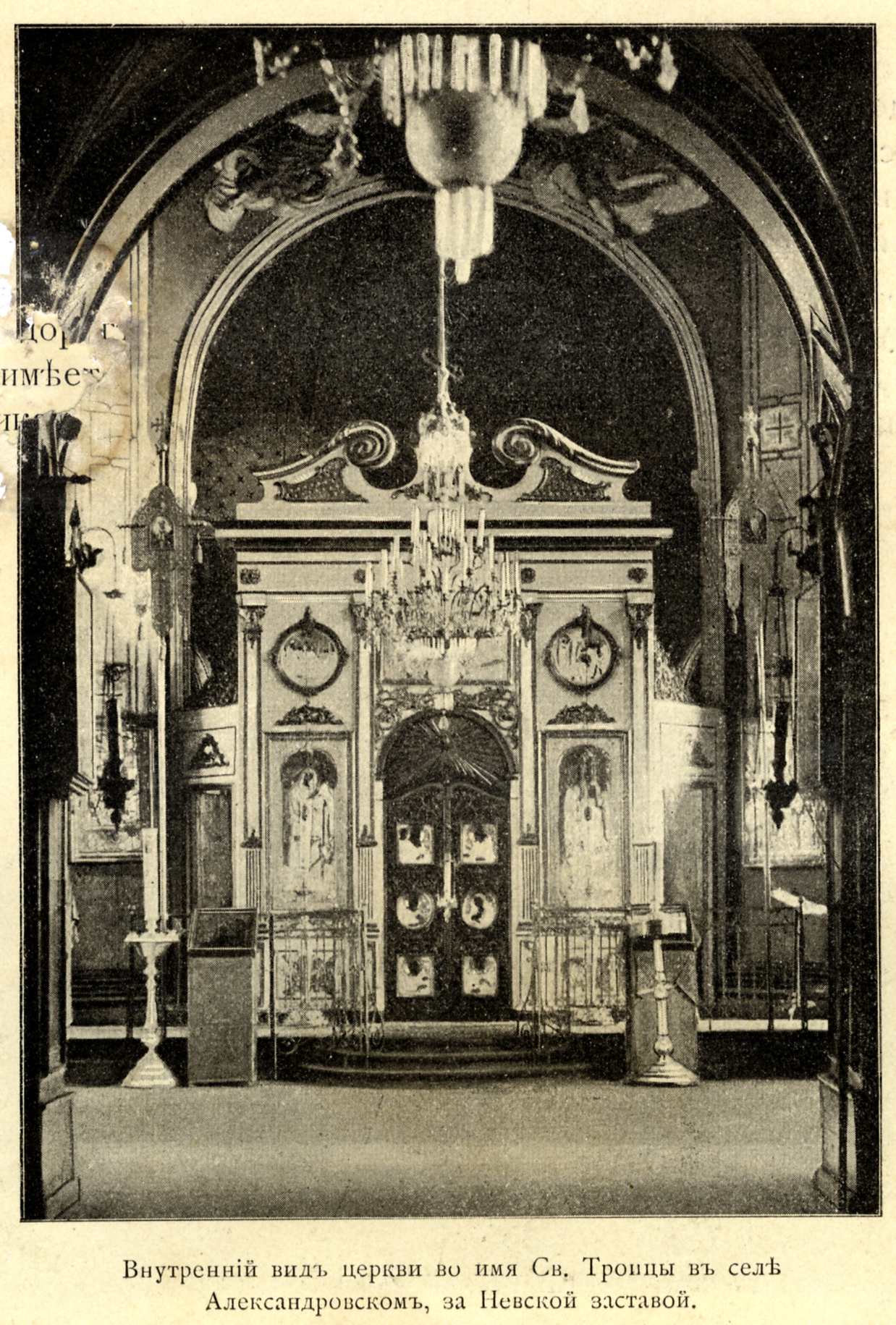
Интерьер. Фото 1900-х годов
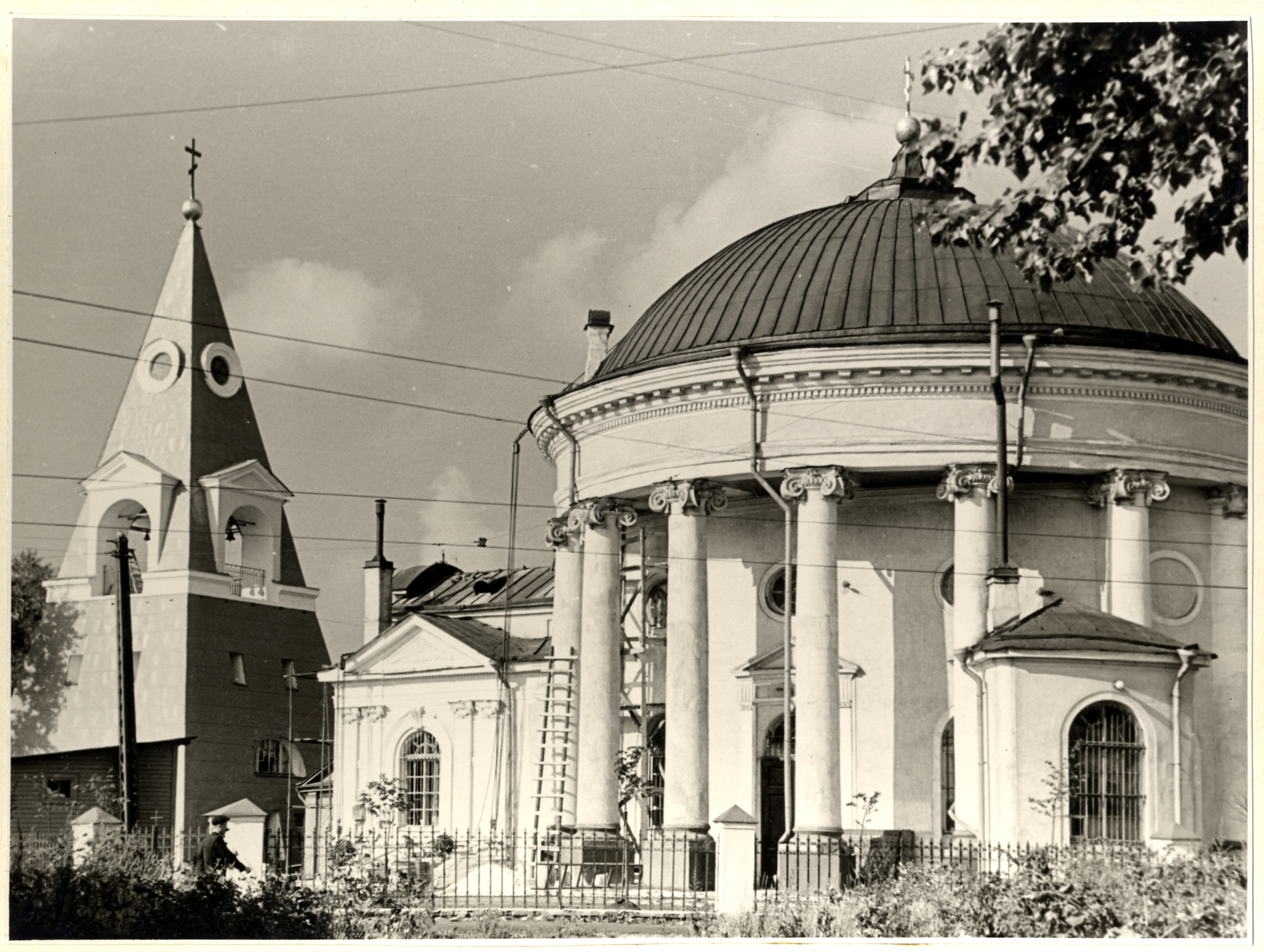
Фото 1960-х годов

## Известные люди

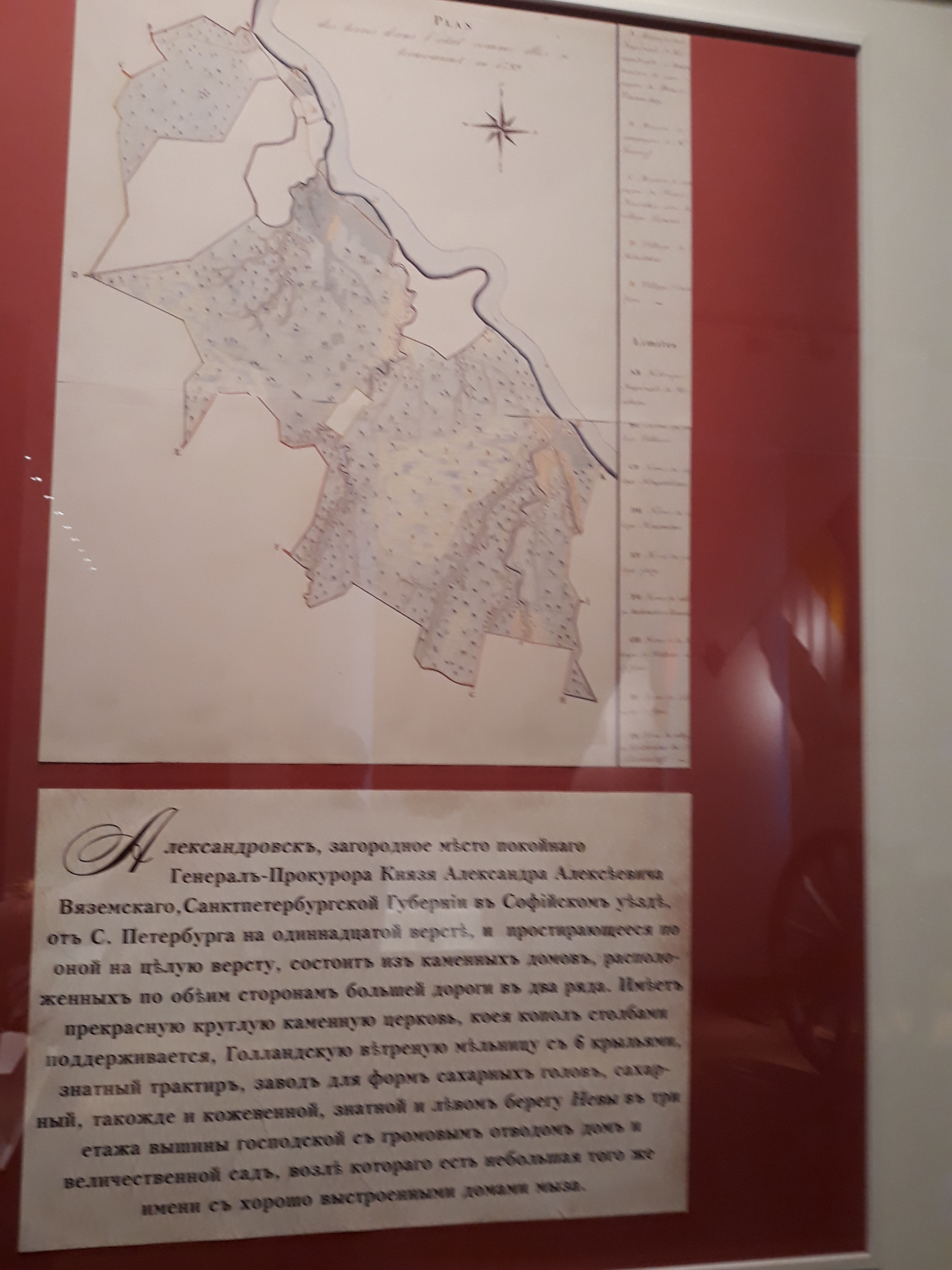
Музей Обуховского завода. Село Александровское, владения князя Вяземского

### Владелец села в XVIII веке
- Вяземский, Александр Алексеевич — генерал-прокурор

### В селе родились
- Колчак, Александр Васильевич — адмирал Русского флота, исследователь Арктики, Верховный правитель России в 1919 году.
- Никольский, Владимир Васильевич (1837—1883) — историк, филолог, литературовед, педагог.
- Скоробогатов, Константин Васильевич (1887—1969) — актер театра и кино, народный артист СССР (1953).
- Шотман, Александр Васильевич (1880—1937) — советский государственный и партийный деятель.

### В селе работали
- Колокольцов, Александр Александрович — директор Обуховского завода. До 1961 года в Ленинграде была улица Колокольцовская (р-н Мурзинка-Рыбацкое), где до 1918 года находился его личный дом.
- Колчак, Василий Иванович — генерал-майор, участник Крымской войны, отец адмирала А.В.Колчака
- Львов, Николай Александрович — архитектор
- Ржешотарский, Альфонс Александрович — металлург
- Чернов, Дмитрий Константинович — металлург. В Александровском есть улица Чернова.

## Транспорт
На территории исторического района две станции метро:  «Пролетарская»,  «Обухово».